# Andrea Piubello
Andrea Piubello (né le 5 avril 1912 à Basiliano et mort le 2 février 1987 à San Bonifacio) est un cycliste professionnel italien. Triple recordman du monde des 100 km sans entraîneur. Il a battu au moins douze record du monde sur piste.

## Biographie
Andrea Piubello a remporté de nombreuses courses en longue distance au vélodrome Vigorelli à Milan, d'abord comme amateur, ensuite comme professionnel.
Après une préparation sévère et progressive, le 15 septembre 1936, il devient recordman du monde de l'heure amateur avec 43,375 km.
Le 4 novembre 1937, toujours en amateur, il bat le record du monde des 100 km en couvrant la distance en 2 h 29 min 15 s, à une vitesse moyenne de 40,201 km.
Le 27 octobre 1938, il bat le record du monde des 100 km en 2h 26 min 21 s. Il efface le record du Français Jean Malaval qui a tenu un mois.
Le 13 novembre 1938, au Vigorelli à Milan, il bat trois records du monde, les records des 70 km, des 80 km et des  2 heures, puis abandonne....
Le 17 novembre 1939, il bat le record du monde des 100 km en 2h 22 min 41 s à une vitesse moyenne de 42,350 km et les records du monde intermédiaires des 70 km, 80 km, 90 km, ainsi que les records du monde des 50 milles et 60 milles. 
Sa carrière cycliste a duré plus de vingt ans.
À la fin de sa carrière, Andrea Piubello se consacre au commerce des vins de Soave et dirige sa propre cave viticole.